# Носсаж-э-Беневан
Носса́ж-э-Бенева́н (фр. Nossage-et-Bénévent, окс. Nossatge e Benevent) — коммуна во Франции, находится в регионе Прованс — Альпы — Лазурный Берег. Департамент коммуны — Верхние Альпы. Входит в состав кантона Орпьер. Округ коммуны — Гап.
Код INSEE коммуны — 05094.

## Население
Население коммуны на 2008 год составляло 13 человек.
| 1962 | 1968 | 1975 | 1982 | 1990 | 1999 | 2008 |
| ---- | ---- | ---- | ---- | ---- | ---- | ---- |
| 11   | 17   | 14   | 8    | 10   | 8    | 13   |

## Экономика
В 2007 году среди 7 человек в трудоспособном возрасте (15—64 лет) 6 были экономически активными, 1 — неактивным (показатель активности — 85,7 %, в 1999 году было 75,0 %). Из 6 активных работали 5 человек (3 мужчин и 2 женщины), безработной была 1 женщина. 1 неактивный был учеником или студентом.